# Sacavém
Sacavém – miasto w Portugalii nad Tagiem, położone niedaleko stolicy kraju Lizbony.
Liczba mieszkańców: 18 tys. (2001) Powierzchnia: 3,82 km²
Sacavém jest znane ze swoich wyrobów ceramicznych.
| Liczba ludności miasta Sacavém (1850 – 2001) | Liczba ludności miasta Sacavém (1850 – 2001) | Liczba ludności miasta Sacavém (1850 – 2001) | Liczba ludności miasta Sacavém (1850 – 2001) | Liczba ludności miasta Sacavém (1850 – 2001) | Liczba ludności miasta Sacavém (1850 – 2001) | Liczba ludności miasta Sacavém (1850 – 2001) | Liczba ludności miasta Sacavém (1850 – 2001) | Liczba ludności miasta Sacavém (1850 – 2001) | Liczba ludności miasta Sacavém (1850 – 2001) | Liczba ludności miasta Sacavém (1850 – 2001) | Liczba ludności miasta Sacavém (1850 – 2001) | Liczba ludności miasta Sacavém (1850 – 2001) | Liczba ludności miasta Sacavém (1850 – 2001) | Liczba ludności miasta Sacavém (1850 – 2001) |
| -------------------------------------------- | -------------------------------------------- | -------------------------------------------- | -------------------------------------------- | -------------------------------------------- | -------------------------------------------- | -------------------------------------------- | -------------------------------------------- | -------------------------------------------- | -------------------------------------------- | -------------------------------------------- | -------------------------------------------- | -------------------------------------------- | -------------------------------------------- | -------------------------------------------- |
| 1850                                         | 1862                                         | 1864                                         | 1890                                         | 1900                                         | 1911                                         | 1920                                         | 1930                                         | 1940                                         | 1950                                         | 1960                                         | 1970                                         | 1991                                         | 2001                                         |                                              |
| 361                                          | 1172                                         | 1251                                         | 1887                                         | 2301                                         | 3910                                         | 4458                                         | 3876                                         | 4653                                         | 6488                                         | 10 529                                       | 24 140                                       | 16 137                                       | 17 659                                       |                                              |